# Нетоз
Нето́з (англ. NETosis от англ. Neutrophil extracellular traps) — вид программируемой клеточной гибели, происходящей у нейтрофилов. Сопровождается выбрасыванием из погибающих нейтрофилов нитей, состоящих в основном из ДНК. Благодаря нетозу нейтрофилы убивают внеклеточных патогенов, минимизируя вред для других клеток.

## Механизм
В условиях in vitro у нейтрофилов нетоз запускается под действием форболмиристатацетата, интерлейкина 8 (IL-8) и липополисахарида. При этом нейтрофилы высвобождают гранулы белков и хроматина (в основном эти гранулы состоят из ДНК), которые во внеклеточном пространстве формируют фибриллы (нити), опутывающие клетку патогена. Нетоз не всегда сопровождается гибелью нейтрофила: описан так называемый витальный нетоз, при котором ДНК упаковывается в везикулы, отшнуровывающиеся от клеточного ядра. Ниже будет описан механизм суицидального нетоза, при котором нейтрофил гибнет.
Молекулярный механизм запуска нетоза не до конца ясен, однако известны несколько ключевых белков этого процесса. Считается, что нетоз запускается при активации NADPH-оксидазы, которая начинает вырабатывать активные формы кислорода. Под их действием запускается фермент протеин-аргининдеиминаза 4 (PAD4). PAD4 вызывает цитруллинирование гистонов в ядре нейтрофила, в результате чего хроматин декомпактизируется. В ядро входят миелопероксидаза и эластаза нейтрофилов, которые стимулируют дальнейшую декомпактизацию хроматина и в конце концов приводят к разрушению ядерной оболочки. Деконденсированный хроматин выходит в цитоплазму, где к нему присоединяются дополнительные белки, формируя так называемые внеклеточные нити нейтрофилов (англ. Neutrophil extracellular traps, NETs). Образование NETs регулируется липоксигеназным путём. При некоторых способах запуска нетоза (например, при контакте с бактериальной клеткой) нейтрофил-5-липоксигеназа взаимодействует с фосфолипидами, и продукты реакции ингибируют образование NETs. Из внеклеточной среды NETs убирают макрофаги, которые фагоцитируют и разрушают их.
При суицидальном нетозе выбрасывание NETs сопровождается гибелью нейтрофилов посредством механизма, отличного от апоптоза и некроза. В случае суицидального нетоза после формирования внеклеточных нитей разрушается клеточная мембрана нейтрофила, в результате чего нити оказываются во внеклеточном пространстве. Суицидальный нетоз может быть запущен при активации Toll-подобных рецепторов (TLRs), Fc-рецепторов и рецепторов комплемента различными лигандами, такими как антитела или форболмиристатацетат. Считается, что при активации этих рецепторов в конечном счёте происходит выход ионов кальция из эндоплазматического ретикулума, который далее активирует NADPH-оксидазу. Процесс суицидального нетоза может занимать несколько часов, даже при воздействии высоких концентрации форболмиритатацетата, в то время как витальный нетоз происходит в течение нескольких минут.
Витальный нетоз запускается липополисахаридом и другими антигенами бактериального происхождения, TLR4-активированными тромбоцитами или белками комплемента совместно с лигандами TLR2. При витальном нетозе происходит блеббинг (отшнуровывание пузырьков) ядра, в результате чего в клетке появляются везикулы, заполненные ДНК, которую они выделяют наружу путём экзоцитоза без повреждения клеточной мембраны. Такие везикулы формируются и выбрасывают своё содержимое во внеклеточное пространство очень быстро, причём нейтрофил при этом не гибнет, хотя и остаётся без ДНК. Вопрос о том, можно ли считать живым нейтрофил без ДНК, является спорным. После витального нетоза нейтрофилы могут продолжить фагоцитировать и убивать клетки микроорганизмов.

## Строение и свойства NETs
Сканирующая электронная микроскопия высокого разрешения показала, что NETs состоят из тяжей ДНК, связанной с глобулярными белковыми доменами, диаметром 15—17 нм и 25 нм соответственно. Тяжи сворачиваются в более толстые волокна диаметром 50 нм. Однако в некоторых условиях NETs могут формировать большие скопления, достигающие сотен нанометров в длину и ширину.
Иммунофлуоресцентный анализ показал, что NETs содержат белки из азурофильных гранул (нейтрофилэластаза, катепсин G и миелопероксидаза), специфичных гранул (лактоферрин), третичных гранул (желатиназа) и цитоплазмы. Однако в состав NETs не входят многие многочисленные цитоплазматические белки, такие как CD63, актин и тубулин.
Противомикробное действие NETs обусловлено тем, что они содержат белки с соответствующими свойствами — нейтрофилэластазу и катепсин G, кроме того, входящие в NETs гистоны обладают высоким сродством к ДНК. NETs обеспечивают повышенную локальную концентрацию молекул с антимикробными свойствами и обездвиживают клетки патогена. Кроме того, NETs образуют физический барьер, препятствующий распространению клеток патогена. NETs действуют не только на бактериальные клетки, но и на патогенных грибов, таких как дрожжи Candida albicans. Нетоз вызывается как отдельными дрожжевыми клетками, так и гифами Candida albicans. Имеется сообщение, что NETs могут взаимодействовать с малярийным плазмодием Plasmodium falciparum.
Хотя изначально предполагалось, что NETs выполняют свои функции непосредственно в очаге бактериальной или грибковой инфекции, было показано, что при сепсисе NETs могут формироваться внутри кровеносных сосудов (а именно капилляров в лёгких и синусоидах печени). Формирование NETs внутри сосудов находится под жёстким контролем тромбоцитов, которые получают сигналы о сильной инфекции через TLR4-рецепторы, связываются с нейтрофилами и активируют нетоз. Образование NETs, запускаемое тромбоцитами, происходит очень быстро (в течение нескольких минут) и может быть результатом как суицидального, так и витального нетоза. В кровеносных сосудах на NETs могут застревать бактерии, циркулирующие по кровотоку.

## Отрицательные эффекты
Нетоз может оказывать негативное влияние на организм, поскольку выход гистонов во внеклеточную среду может запустить развитие аутоиммунных заболеваний, таких как системная красная волчанка. NETs могут также участвовать в развитии воспалительных заболеваний; так, NETs были выявлены в случае преэклампсии — связанного с беременностью воспалительного расстройства, при котором происходит активация нейтрофилов. NETs были обнаружены в слизистой толстого кишечника у пациентов с язвенным колитом. Была выявлена связь NETs с образованием антител к ядерной двуцепочечной ДНК у детей, заражённых Plasmodium falciparum. NETs также выявляются у пациентов с онкологическими заболеваниями. Доклинические исследования свидетельствуют, что NETs могут играть в роль в развитии таких болезней, как тромбоз, сердечный приступ, отказ органов, а также метастазировании.
NETs вовлечены в патогенез вируса иммунодефицита человека и вируса иммунодефицита обезьян. NETs захватывают вирионы ВИЧ и разрушают их. По ходу ВИЧ-инфекции образование NETs увеличивается, однако снижается под действием противовирусных препаратов. Кроме того, NETs могут захватывать и многие иммунные клетки, такие как CD4+ и CD8+ T-клетки, B-клетки и моноциты. Этот эффект удалось пронаблюдать в кишечнике, лёгких, печени и кровеносных сосудах. В 2020 году консорциум медиков NETwork опубликовал исследование, согласно которому нетоз может играть важную роль в смертельных случаях заболевания, вызванного COVID-19.
Таким образом, имеется ряд свидетельств того, что NETs играют важную роль в патогенезе инфекционных, воспалительных и тромботических заболеваний.